# Бизнес академия „Смилевски“
Бизнес академия „Смилевски“ (на македонска литературна норма: Бизнис академија „Смилевски“), съкратено БАС, е частно висше училище в Северна Македония със седалище в столицата Скопие.
Седалището се намира на адрес улица „Яне Сандански“ № 111. Има изнесен факултет в Битоля на адрес улица „Херцег Нови“ № 6.
Основана е през 2007 г. от проф. д-р Цветко Смилевски, експерт в областта на бизнеса, ръководител на „ДЕТРА Центар“ за образование по стопанско управление от 1991 г.
Провежда обучение по следните специалности (с продължителност 3 години, 180 учебни кредита по Европейската система за трансфер и натрупване на кредити):
- „Оперативен мениджмънт“,
- „Маркетинг мениджмънт“.

Академията води също курсове за следдипломно обучение – по бизнес и в други области.
Бизнес академия „Смилевски“ предоставя стипендии на студенти на конкурсна основа.